# Ostbüro des DGB
Das Ostbüro des DGB wurde am 1. September 1951 vom Internationalen Bund Freier Gewerkschaften (IBFG) in West-Berlin und Düsseldorf eingerichtet. Aufgabe war die Koordination der antikommunistischen Widerstandsarbeit gegen die Staats-Gewerkschaften in Osteuropa, insbesondere den FDGB der DDR. Finanziert wurde diese Einrichtung in den Anfangsjahren von IBFG und  DGB, seit 1959 als Teil der DGB-Vorstandsverwaltung ausschließlich vom DGB. Anfang der 1970er Jahre wurde das Referat aufgelöst.
Erster Leiter war Gerhard Haas. Eine enge Zusammenarbeit bestand mit dem SPD-Ostbüro. Der damalige Leiter des SPD-Ostbüros Stephan G. Thomas reorganisierte auf Bitten des DGB-Vorsitzenden Willi Richter das DGB-Ostbüro. 1959 wurde das Ostbüro des DGB dann umbenannt in "Referat Wiedervereinigung im Vorstand des Deutschen Gewerkschaftsbundes (DGB)". Zuständiger Referatsleiter wurde Wilhelm Gronau. Letzter Leiter war Johannes Naber.
Innergewerkschaftlich war das Ostbüro umstritten. Von linken Kritikern wurde es als „Hort Kalter Krieger“ bezeichnet.
Neben der Unterstützung oppositioneller Gewerkschafter in der DDR und der Informationsbeschaffung aus dem FDGB und Betrieben in der DDR war das Ostbüro des DGB auch in der Flüchtlingsbetreuung im Flüchtlingslager in Berlin-Marienfelde tätig. Mit den Ostbüros von CDU und SPD und den Verfassungsschutzbehörden tauschte das Ostbüro des DGB regelmäßig Informationen aus. Seit Anfang der 1960er Jahre fungierte das Referat auch als Sicherheitsabteilung der DGB-Bundesvorstandsverwaltung.
Im Zusammenhang mit dem Volksaufstand des 17. Juni 1953 kam die britische Militärregierung in Berlin zur Einschätzung, dass insbesondere das DGB-Ostbüro (in West-Berlin) und der RIAS ihr Möglichstes getan hätten, „um den Widerstand gegen die Erhöhung der Normen zu schüren“.
Aus einer Lagebeurteilung von Erich Mielke vom 20. Juni 1961: „...In den Schulen des DGB und der SPD herrscht eine große Aktivität zur "Abwehr der kommunistischen Infiltration" und der Ausbildung von Agenten und Diversanten in der Arbeiterklasse...“
Das DGB-Ostbüro wurde seitens der DDR als „Diversionsorgan“ betrachtet. Wie auch die Ostbüros der Parteien wurde die Gewerkschaftseinrichtung systematisch vom Ministerium für Staatssicherheit der DDR beobachtet und unterwandert. Innerhalb des MfS wurde das Ostbüro des DGB von der Hauptverwaltung A unter der Leitung von Paul Laufer bearbeitet, dessen Spitzenquelle der IM Steiger Willi Gronau (* 23. September 1914) war.